# Hewish
Hewish – wieś w Anglii, w hrabstwie Somerset, w dystrykcie (unitary authority) North Somerset. Leży 8,5 km od miasta Weston-super-Mare, 43,5 km od miasta Taunton i 193,4 km od Londynu. W latach 1870–1872 miejscowość liczyła 67 mieszkańców.